# Sumurboto (Jepon)
Sumurboto is een bestuurslaag in het regentschap Blora van de provincie Midden-Java, Indonesië. Sumurboto telt 1849 inwoners (volkstelling 2010).